# Fabulous Five Inc.
Fabulous Five Inc. is een reggaeband uit Jamaica. De band begon als swing- en showband en wijzigde later van muziekstijl. Ze brachten verschillende platen uit en behaalden als begeleidingsorkest van Johnny Nash een nummer 1-hit in de Verenigde Staten met I can see clearly now (1972).

## Geschiedenis
Fabulous Five Inc. werd aan het eind van de jaren zestig opgericht als swing- en showband en bestond uit meerdere artiesten, waarvan er verschillende afkomstig waren uit andere bands. In deze jaren werden ze meermaals onderscheiden en ontvingen ze bijvoorbeeld drie jaar op rij de prijs voor top band van het magazine Swing.
In die tijd waren ze het belangrijkste begeleidingsorkest van de zanger Johnny Nash en behaalden ze met hem een nummer 1-hit in de Billboard Hot 100 met het nummer I can see clearly now (1972). De band bracht hetzelfde jaar zelf het nummer Come back and stay uit die aansloeg binnen de reggae-scene. In de jaren erna brachten ze met succes verschillende singles uit en deden ze mee aan het Jamaicaanse songfestival. In 1976 hadden ze nog redelijk succes met hun single Shaving cream. Na hun volgende single, My Jamaican girl, werd het enkele jaren stil rond de band.
In 1982 brachten ze verschillende platen uit via Island Records. Ook traden ze weer geregeld op, onder meer als begeleidingsband van andere artiesten, en vielen ze opnieuw in enkele prijzen. Ze waren vooral actief tot het midden van de jaren negentig. Vervolgens vertrok de zanger Lloyd Lovindeer en had hij succes als solozanger. De band bleef nog wel bij elkaar, maar kende sindsdien niet het succes als ervoor.